# Bistum St. Gallen
Das Bistum St. Gallen (lateinisch Dioecesis Sancti Galli) ist eine Diözese der römisch-katholischen Kirche in der Schweiz.
Das Bistum St. Gallen wurde am 8. April 1847 gegründet. Vorher gehörte das Gebiet zum Bistum Konstanz bzw. zum Bistum Chur. Die exempte Abtei St. Gallen besass jedoch bis 1805 auf einem grossen Teil des heutigen Bistumsgebiets fast alle bischöflichen Rechte. Patron des Bistums ist der Heilige Gallus. Zum Bistum St. Gallen gehört der Kanton St. Gallen. Für die Verwaltung der Infrastruktur und der Steuergelder ist der Katholische Konfessionsteil des Kantons St. Gallen, eine Körperschaft des öffentlichen Rechts, zuständig. Die beiden Appenzell sind direkt dem Vatikan unterstellt, somit kann kein Appenzeller Pfarrer Bischof von St. Gallen werden. Der Vatikan hat allerdings das Bistum St. Gallen mit der Verwaltung der Appenzeller Kirchgemeinden beauftragt.
Als Kathedrale dient die Stiftskirche St. Gallen.

## Geschichte

### Vorgeschichte

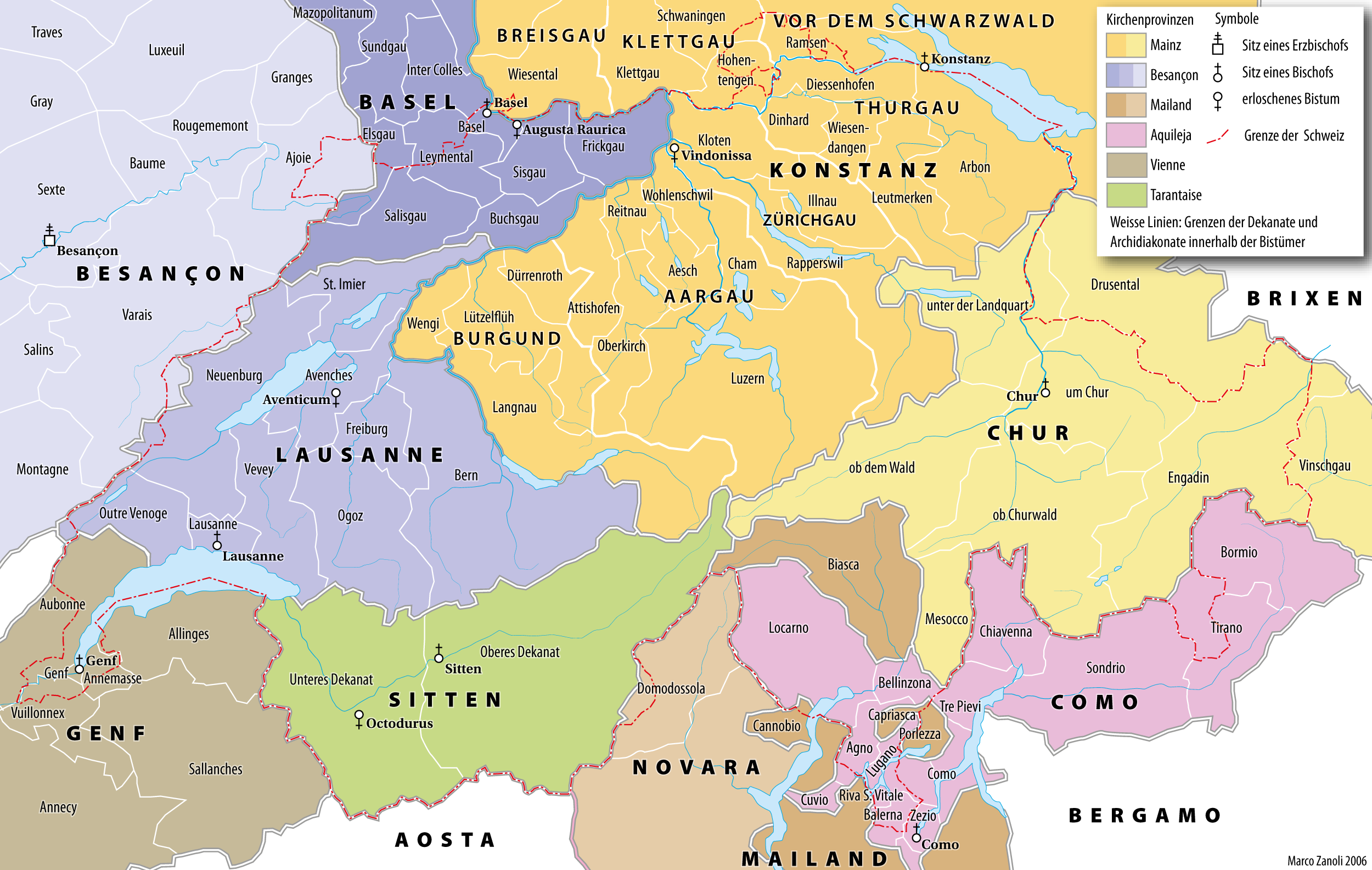
Die historische kirchliche Einteilung der Schweiz (bis 1789)

Seit dem Frühmittelalter war das Gebiet des heutigen Bistums aufgeteilt zwischen den Bistümern Chur und Konstanz. Die Bischöfe von Konstanz standen in Konkurrenz zu den Äbten des exempten Klosters St. Gallen, das seit dem 9. Jahrhundert auf seinem Herrschaftsgebiet fast alle bischöflichen Rechte ausübte. Nach der Aufhebung des Klosters St. Gallen 1805 bestand bereits der Plan, auf den schweizerischen Gebieten des Bistums Konstanz eine neue Diözese St. Gallen zu errichten. 1815 trennte Papst Pius VII. die schweizerischen Teile des Bistums Konstanz ab und unterstellte sie der provisorischen Administration des Abtes von Beromünster Franz Bernhard Göldlin von Tiefenau. Nach dessen Tod 1819 kamen die Gebiete an das Bistum Chur. 1823 wurde das Bistum St. Gallen gegründet, aber in Personalunion mit dem Bistum Chur verbunden. Als Kathedrale wurde die Stiftskirche St. Gallen bestimmt, wo auch ein von Chur unabhängiges Kapitel gegründet wurde. St. Gallen erhielt auch ein eigenes Priesterseminar.
Die Doppeldiözese Chur-St. Gallen befriedigte jedoch weder die Ansprüche der politischen noch der religiösen Führungsschicht im Kanton St. Gallen. Nach dem Tod des Churer Bischofs Karl Rudolf Graf von Buol-Schauenstein 1833 verlangte der Kanton St. Gallen das Approbationsrecht (placetum regium) für sich und verweigerte die Anerkennung des Nachfolgers Johann Georg Bossi. Das katholische Kollegium des Grossen Rats des Kantons St. Gallen ernannte deshalb einen bischöflichen Administrator und intervenierte beim Vatikan. Papst Gregor XVI. zerschlug deswegen 1836 das Doppelbistum Chur-St. Gallen und errichtete ein apostolisches Vikariat für St. Gallen unter Johann Peter Mirer.

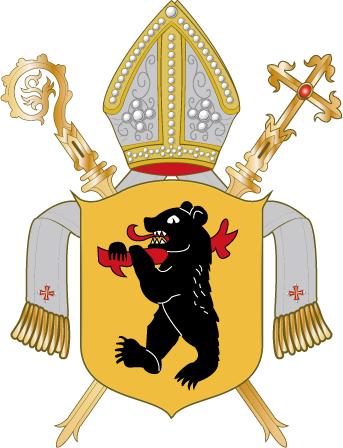
Bistumswappen St. Gallen

### Gründung des Bistums St. Gallen
Die Verhandlungen betreffend der definitiven Errichtung eines unabhängigen Bistums St. Gallen gestalteten sich jedoch schwierig, da sie vom Vatikan auch mit der immer noch hängigen Frage der definitiven kirchenrechtlichen Aufhebung des Klosters St. Gallen verbunden wurde. Erst 1845 kamen der Vatikan und der Kanton St. Gallen zu einer Einigung. Nach der Unterzeichnung eines Konkordats erliess Papst Pius IX. am 12. April 1847 die Gründungsbulle. Am 29. Juni wurde Johann-Peter Mirer zum ersten Bischof von St. Gallen geweiht. Die beiden Halbkantone von Appenzell unterstehen seit 1866 der apostolischen Administration des Bistums St. Gallen.

### Weitere Entwicklung
Der Geist Ignaz von Wessenbergs wehte auch im jungen Bistum St. Gallen weiter. So sprach sich Bischof Karl Johann Greith (1863–1882) beim Ersten Vatikanischen Konzil gegen die Dogmatisierung der päpstlichen Unfehlbarkeit aus. Weiter stand die katholische Kirche während des Kulturkampfs in teilweise heftigem Gegensatz zur liberalen politischen Führung des Kantons St. Gallen.
Bischof Josephus Hasler (1957–1975) nahm am Zweiten Vatikanischen Konzil und an der Synode 72 teil, was den Anstoss zu einer umfassenden Erneuerung des kirchlichen Lebens gab.
Als Reaktion auf die rückläufigen personellen Ressourcen sowie die sich verändernden Lebensräume innerhalb des Bistums führte Bischof Markus Büchel eine vollständige Reorganisation der Ortsseelsorge durch. Nach Abschluss des Projekts im Jahr 2015 gliederte sich das Bistum in 33 neugeschaffene Seelsorgeeinheiten, bestehend aus 143 Pfarreien.

## Bischofswahlen
Der Vorgang zur Wahl eines neuen Bischofs im Bistum St. Gallen ist einzigartig auf der Welt.
Nach der Errichtungsbulle des Bistums St. Gallen (Instabilis rerum humanarum natura) liegt das Recht zur Bischofswahl beim Domkapitel. Dieses räumt den Gläubigen des Bistums Mitsprachemöglichkeit ein:
Das Wahlverfahren begann bei der Bischofswahl 2006 mit einer breit angelegten Umfrage zum Bischofsamt. In 630 Eingaben wurden Wahl-Kriterien genannt und 40 Kandidaten vorgeschlagen.
Daraus wurde vom Domkapitel eine Sechserliste erstellt, und im Vatikan geprüft und ans Domkapitel zurückgesandt. Die gewählten Laienvertreter der Pfarreien konnten dann die Liste begutachten und drei „minder genehme“ Kandidaten von der Liste streichen.
Das Domkapitel wählt anschließend einen Bischof, welchen der Papst allerdings noch bestätigen muss. Nach der Bestätigung erfolgt die öffentliche Bekanntgabe des neuen Bischofs. Von 1863 bis 1995 wurde der Name des Bischofs gleich nach dessen Wahl dem Volk verkündet und die Bestätigung des Papstes erst nachträglich eingeholt. 1995 verbot Papst Johannes Paul II. allerdings diese Praxis, was damals im Bistum St. Gallen heftige Proteste auslöste.

## Dekanate
| - Dekanat Altstätten - Dekanat Appenzell - Dekanat Gossau - Dekanat Rorschach | - Dekanat Sargans - Dekanat St. Gallen - Dekanat Uznach - Dekanat Wil-Wattwil |

## Bischöfe von St. Gallen
Siehe Liste der Bischöfe von St. Gallen

## Diözesankalender
Im Bistum St. Gallen wird der Regionalkalender für das deutsche Sprachgebiet um die folgenden Eigenfeiern ergänzt (dahinter jeweils der Rang und die liturgische Farbe).
Abkürzungen: H = Hochfest, F = Fest, G = Gebotener Gedenktag, g = Nichtgebotener Gedenktag, GK = Generalkalender, RK = Regionalkalender
- 22. Januar: Hl.  Vinzenz Pallotti, Priester - g - weiß
- 30. Januar: Hl. Eusebius (Irischer Pilger, Mönch in Sankt Gallen, Einsiedler auf dem Viktorsberg (884)) - G - weiß
- 27. Februar: Sel. Charitas Brader, Jungfrau, Ordensgründerin - g - weiß
- 2. Mai: Hl. Wiborada (Jungfrau, Reklusin in Sankt Gallen, Märtyrin (926)) - G - rot
- 7. Mai: Sel. Notker (Mönch in Sankt Gallen, Lehrer und Sequenzdichter (912)) - G - weiß
- 4. Juli: Hl. Ulrich (Bischof von Augsburg (973)) - G (RK: g) - weiß
- 16. August: Hl. Theodor von Sitten (Bischof von Octodurus-Martinach, Patron des Bistums Sitten (um 390)) - g - weiß
- 17. August: Kirchweihe der Kathedrale Sankt Gallen - in der Kathedrale H, im übrigen Bistum F - weiß
- 2. September: Sel. Apollinaris Morel (Ordenspriester, Märtyrer (1792)) - g - rot
- 6. September: Hl. Magnus von Füssen (Abt, Glaubensbote im Allgäu (um 756)) - g - weiß
- 22. September: Hll. Mauritius und Gefährten (Märtyrer der Thebäischen Legion, Patrone von Appenzell Innerrhoden (um 300)) - in Appenzell H (RK: g) - rot
- 25. September: Hl. Nikolaus von Flüe (Einsiedler, Friedensstifter, Landespatron (1487)) - H (RK: g) - weiß
- 30. September: Hll. Ursus und Viktor (Märtyrer, Patrone des Bistums Basel (um 300)) - g - rot. Der Gedenktag des  Hl. Hieronymus (GK: G) ist im Bistum St. Gallen ein nichtgebotener Gedenktag.
- 16. Oktober: Hl. Gallus (Mönch, Einsiedler, Glaubensbote am Bodensee, Hauptpatron des Bistums (um 645)) - H (RK: g) - weiß
- 22. Oktober: Jahrestag der Weihe der Kirchen, die ihren Weihetag nicht kennen - H - weiß
- 3. November: Hl. Idda von Toggenburg (Reklusin (13. Jh.)) - g - weiß
- 16. November: Hl. Otmar (Gründerabt von Sankt Gallen (759)) - F - weiß
- 23. November: Hl. Kolumban (Abt von Luxeuil und Bobbio, Glaubensbote im Frankenreich (615)) - G (RK: g) - weiß